# 川崎憲次郎
川崎 憲次郎（かわさき けんじろう、1971年1月8日 - ）は、大分県佐伯市出身の元プロ野球選手（投手）、野球解説者、野球指導者。妻は堀恵子。長女はモデルの川崎琴之。
1988年度のドラフト会議でセントラル・リーグ（セ・リーグ）のヤクルトスワローズから1位指名を受けて入団し、1989年 - 2000年はヤクルトで、2001年 - 2004年は同じセ・リーグの中日ドラゴンズでプレーした。ヤクルト時代は主力投手として活躍し、通算12年間（実働11年間）で234試合に登板して88勝を挙げたが、うち対読売ジャイアンツ（巨人）戦で挙げた勝利数が29に上っていたことから「巨人キラー」と呼ばれた。1998年にはシーズン17勝を挙げてセ・リーグの最多勝投手になり、沢村栄治賞も獲得している。2000年オフにフリーエージェント (FA) で中日に移籍してからも活躍を期待されたが、中日時代は怪我に悩まされて1勝もできず、2004年限りで現役を引退した。

## 経歴

### プロ入り前
佐伯市立鶴岡小学校・佐伯市立佐伯城南中学校出身。大分県立津久見高等学校3年時の1988年の甲子園大会、第60回選抜高等学校野球大会及び第70回全国高等学校野球選手権大会に春夏連続出場した。特に第70回大会では「今大会NO.1右腕』の称号を提げ3回戦で『今大会NO.1左腕』の篠田淳を要する大垣商に投げ勝つも準々決勝で優勝する広島商と対戦し、0ｰ5で敗れるものの、春夏連続でベスト8に進出する。同期のチームメイトに佐藤裕幸がいた。
1988年度のドラフト会議で読売ジャイアンツ（巨人）とヤクルトスワローズが1位指名で競合し、抽選の結果ヤクルトが交渉権を獲得。後に契約金6000万円・年俸480万円（金額は推定）で合意。背番号は松岡弘の引退後に欠番となっていた17を与えられた。

### ヤクルト時代
1989年（1年目）は13試合に先発し、巨人戦での初完封勝利を含む4勝を挙げた。
1990年には先発ローテーションに定着して26試合に先発登板し、投球回202.1、12勝13敗、防御率4.05、奪三振154の成績を残した。また同年は15完投、4完封を記録した。9月8日の対巨人戦（東京ドーム）では、吉村禎章に巨人の優勝を決めるサヨナラ本塁打を浴びた。
1991年は25試合に先発登板して191.2投球回を記録、14勝9敗、防御率2.91、奪三振148の成績を残し、チームにとって11年ぶりとなるAクラス入りに貢献した。同年挙げた14勝は西村龍次（15勝）に次ぐチーム2位で、前年から2年連続となる15完投（3完封）を記録した。
1992年、チームは14年ぶりのセ・リーグ優勝を果たしたものの、自身は故障でシーズン一軍未登板に終わる。
1993年、先発ローテーションに復帰して10勝9敗、防御率3.48、奪三振108の成績でカムバック賞を受賞、シーズン5勝9敗から5連勝で10勝9敗にした勢いもあり、西武ライオンズとの日本シリーズでは2勝を挙げシリーズMVPに選出された。
1994年、自身初の開幕投手に抜擢され見事勝利投手になったが、年間通しては不振の投球が目立ち、8月頭に怪我で二軍（イースタン・リーグ）に降格するとそのまま一軍復帰することができないままシーズンを終えてしまった。
1995年に可愛かずみとの交際が発覚する。
その後は故障によって成績が下降したが、1997年にシュートを覚えて復活。以降周囲から「シュート馬鹿」「シュートしかストライクが入らない」と評される程のシュート特化の投手として名を馳せた。シーズンオフの11月にキャンペーンガール・女優の堀恵子と結婚。
1998年は28試合に先発登板して投球回204.1、17勝10敗、防御率3.04、94奪三振の成績を挙げ、セ・リーグの最多勝投手を獲得した。また9完投、3完封、2無四球はいずれもリーグ最多だった。同年オフには沢村賞を受賞したが、シーズン奪三振が100未満の投手が沢村賞に選出された事例はNPB史上唯一である。同年の沢村賞選考委員会では勝利数の基準が15勝以上から14勝以上に引き下げられ、川崎は奪三振が94と、ノミネートされた12投手（セ・リーグから7人、パ・リーグから5人）の中で最少だったものの、最多勝を挙げたことが評価され、最優秀防御率を受賞した野口茂樹（中日）とともに最終選考まで残った。最終選考では平松政次（当日は所用で欠席）と稲尾和久が、横浜ベイスターズとの優勝争いの軸として活躍した野口を推薦したが、それ以前から川崎を推薦していた土橋正幸と別所毅彦に加え、最終選考前に落選した石井一久を推薦していた藤田元司も川崎を支持し、3対2で川崎の受賞が決まった。
1999年は24試合に先発登板して7勝11敗、防御率3.85、奪三振79という成績だった。
ヤクルト最終年の2000年は一軍で20試合に登板して8勝10敗、防御率3.55の成績で、対巨人戦では5勝2敗・防御率1.84（投球回数63回2/3）だった。同シーズン終了後にフリーエージェント（FA）権の行使を宣言した当初、川崎本人が考えていた選択肢は「ヤクルト残留」「かねてから憧れていたMLB挑戦」の2択だったが、川崎は宣言後のヤクルト球団の対応に不満を抱き、次第にその心情は移籍に傾いて行った。一方で星野仙一が監督を務めていた中日ドラゴンズはFA宣言と同時に獲得に名乗りを上げ、MLBのボストン・レッドソックスも川崎獲得の意向を示した。
最終的には星野ら中日球団幹部の熱心な呼びかけによりFA宣言から約1週間後には「国内移籍するなら中日にしよう」という意思が強くなり、約1か月後にMLB移籍を断念した段階で中日へ移籍する意思を最終的に固め、12月17日に移籍を表明。契約内容は年俸2億円の4年契約（3年間総額6億円＋4年目は本人に選択権あり）だった。同シーズンの中日はリーグ2位ではあったが巨人戦で9勝18敗と大きく負け越しており、同年までに対巨人戦で（当時現役選手としては最多の）通算29勝を挙げていた川崎の「巨人キラー」っぷりを買っての補強で、背番号も杉下茂・権藤博・星野・小松辰雄・宣銅烈らエース級投手たちが背負ってきたエースナンバーである20を引き継いだ。
川崎は中日移籍表明直後（2000年12月20日）に日本プロ野球選手会（JPBPA）を通じて「ヤクルトがMLB・中日から提示された条件を比較・検討して最終的に提示した条件が仮に最初から出ていればFA宣言せず残留していたかもしれない。ヤクルトとの交渉に当たっては最終的に球団社長から謝罪の言葉を受けており、現時点では既にわだかまりはない」とのコメントを掲載している。

### 中日時代
中日では星野仙一監督以下首脳陣やファンから大きな期待を掛けられ、本人も「星野監督が望むように『ジャイアンツ・キラー』として（中日の本拠地）ナゴヤドームのマウンドに立ちたい」と抱負を述べていた。2001年の公式ファンブックでも「Vの使者」「川崎が巨人戦であと6勝すれば星野監督の巨人戦通算勝利数（35勝）に並ぶが、それが今年達成されれば中日の（1999年以来）2年ぶりの優勝もより近くなる」と紹介されていたが、同年3月14日のオープン戦・大阪近鉄バファローズ戦で右上腕三頭筋の違和感を訴えて途中降板し、同月23日には長期離脱が発覚する。同年は二軍（ウエスタン・リーグ）でわずか1試合（2イニング）を投げただけで終わり、中日は川崎の離脱に加えて先発投手として計算していた武田一浩・川上憲伸や新外国人（ティム・アンローやオジー・ティモンズ）の不調などから5位に低迷し、星野はシーズン閉幕を待たず9月25日に辞任を表明した。
監督が山田久志に交代した2002年も二軍で3試合に登板したのみ（0勝2敗・防御率9.00）で、2003年は二軍ウ・リーグで13試合に登板し4勝4敗（防御率5.58）の成績を挙げたが、同年まで3年連続で一軍登板なしに終わった。
原因不明の右肩故障に悩まされつつも治療のため全国を歩き整体・鍼・耳ツボなどの治療を試みたほか、右肩のお祓いも受けたが症状は改善せず、2003年にはオールスターゲーム（球宴）のファン投票で「川崎祭」と呼ばれるインターネット上の嫌がらせ騒動に巻き込まれた。これを受け、川崎は同年6月23日に選手会公式ホームページに「多少のケガをおしてプレーしている選手に申し訳ない気持ちでいっぱい。今の状況で出場することはできない。1票1票を自分への叱咤激励だと思って、1日でも早く一軍で投げられるように頑張る」と声明文を掲載し、球宴への出場も辞退した。2003年12月16日には事前の契約条項により年俸25％減（5000万円減）となる年俸1億5000万円で契約を更改したが、その際には「年俸ゼロ円でいいから何とか恩返しがしたい」とつぶやいていた。
2004年1月3日、この年から中日の監督に就任した落合博満は川崎に電話し、4月2日の開幕投手を告げる。川崎は「すべてを賭けるつもりで」この突然の打診を引き受け、痛み止めの座薬・飲み薬を併用して1,274日ぶりの一軍マウンドに臨んだが、開幕戦は初回こそ0点に抑えたものの、その後打ち込まれて1回1/3を5失点で降板したが、チームは逆転勝利したため敗戦投手は免れた。4月30日の対横浜ベイスターズ戦で再び先発するも、1死もとれずに5失点で降板し敗戦。結局、その1敗が中日移籍後の最初で最後の成績となった。2011年に監督を退任した落合は退任会見で監督時代一番印象に残った試合について3年間登板のなかった川崎を開幕投手に指名した一戦を挙げた。同年のウ・リーグにおける成績は、11登板、投球回は48回1/3イニング、防御率3.54、4勝2敗、勝率.667、186打数、43被安打（被本塁打5）、21失点（自責点19）、与四球10、22奪三振だった。最後に挙げた勝利（4勝目）は、6回を投げて22打数3被安打無失点に抑えた8月27日の対阪神タイガース後期7回戦（阪神鳴尾浜球場）だった。
チームの優勝が決まった翌日の10月2日に落合から戦力外通告を受けて現役引退を決意。「引退するなら、明日投げろ」との落合の計らいで、翌10月3日の対ヤクルト戦が引退試合として行われた。先発投手として登板した川崎は、古巣ヤクルトの主力（古田敦也・宮本慎也・岩村明憲）から三者三振を奪い、花道を飾った。試合後、中日・ヤクルト両ナインから胴上げされた。

### 引退後

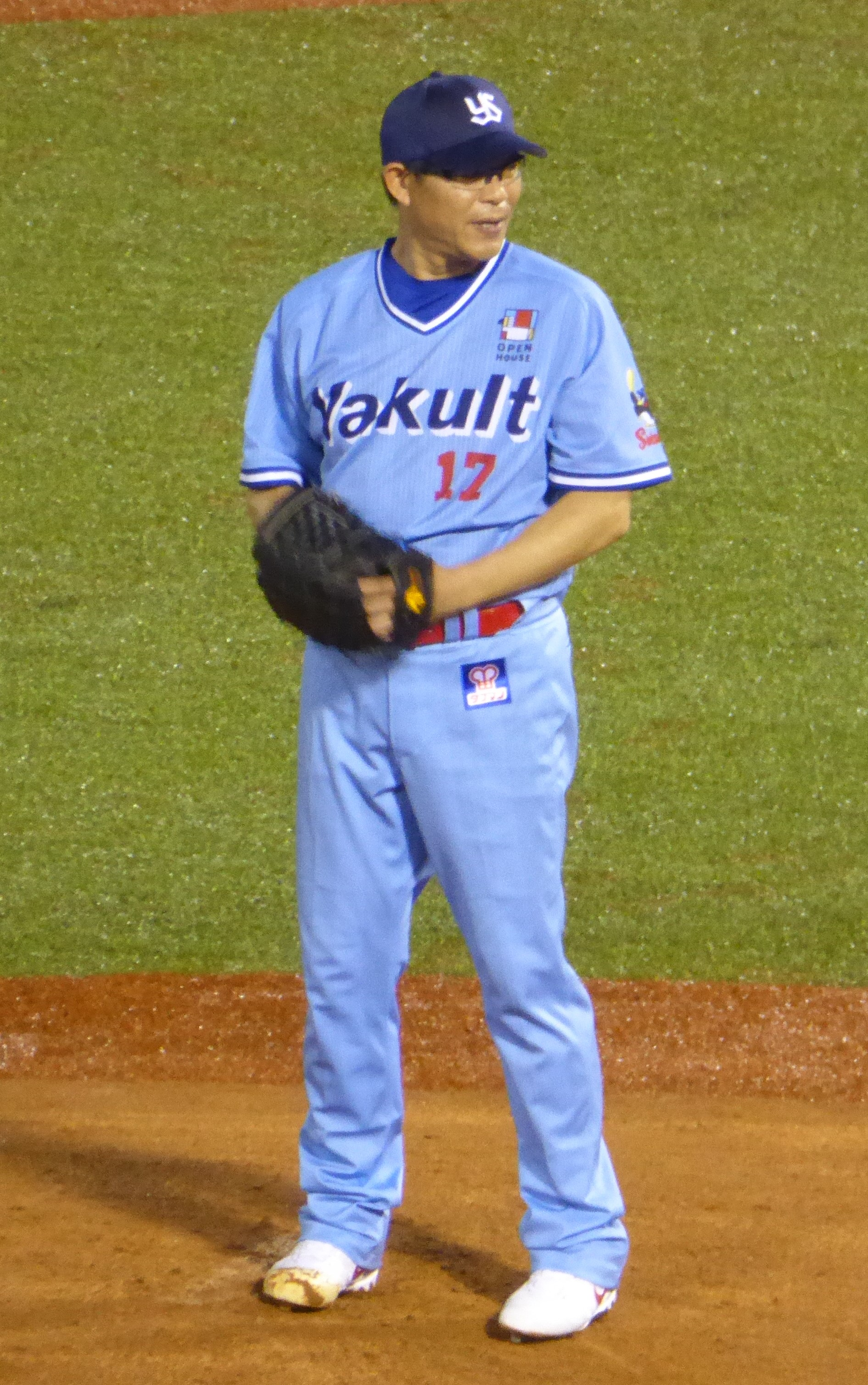
2019年7月11日

テレビ東京（2009年まで）、ニッポン放送（2011年まで）、J SPORTS、フジテレビONE（2010年にゲスト解説として出演）の野球解説者となった。
2005年オフに東北楽天ゴールデンイーグルスの監督に就任した野村克也から投手コーチ就任を打診されたが、川崎は解説者として少し外側から野球を見たいなという気持ちがあって断ったという。また、テレビ愛知のゲスト解説者として、テレビ愛知　ドラゴンズ戦中継　もっと!LIVE2011で解説を務めることもある。
2013年からは千葉ロッテマリーンズの一軍ブルペンコーチに就任する。就任にあたって登録名を異体字の「川﨑憲次郎」としている。9月4日から体調不良で休養した齊藤明雄に替わりにベンチ担当となり、斉藤が復帰後もベンチを担当した。
2014年、10月5日に球団から来季の契約を結ばないことが発表された。
2015年からはJ SPORTS解説者。
2015年以降、地元・佐伯でケーブルテレビの釣り番組に出演して地元をPR活動していた。それらの近況も含め、2018年2月3日のテレビ東京系『追跡LIVE! Sports ウォッチャー』の密着取材特集で紹介された。
2018年3月7日、四国アイランドリーグplus・香川オリーブガイナーズの投手コーチに就任することが発表された。「主に公式戦に合わせてチームに合流し、指導する」と報じられた。12月12日に今季の契約期間満了をもって退団することが発表された。
2021年3月27日、地元・佐伯市の佐伯中央病院スタジアムでおこなわれた九州アジアリーグ初の公式戦で、始球式に登板した。

## その他
- 歌手・俳優の竹本孝之とは親戚にあたる。
- 長女の川崎琴之はモデル[48]。

## 詳細情報

### 年度別投手成績
| 年 度      | 球 団      | 登 板 | 先 発 | 完 投 | 完 封 | 無 四 球 | 勝 利 | 敗 戦 | セ 丨 ブ | ホ 丨 ル ド | 勝 率 | 打 者 | 投 球 回 | 被 安 打 | 被 本 塁 打 | 与 四 球 | 敬 遠 | 与 死 球 | 奪 三 振 | 暴 投 | ボ 丨 ク | 失 点 | 自 責 点 | 防 御 率 | W H I P |
| ---------- | ---------- | ----- | ----- | ----- | ----- | -------- | ----- | ----- | -------- | ----------- | ----- | ----- | -------- | -------- | ----------- | -------- | ----- | -------- | -------- | ----- | -------- | ----- | -------- | -------- | ------- |
| 1989       | ヤクルト   | 23    | 13    | 4     | 1     | 0        | 4     | 4     | 1        | --          | .500  | 399   | 98.1     | 81       | 12          | 30       | 1     | 0        | 86       | 4     | 0        | 45    | 43       | 3.94     | 1.13    |
| 1990       | ヤクルト   | 29    | 26    | 15    | 4     | 2        | 12    | 13    | 0        | --          | .480  | 850   | 202.1    | 194      | 26          | 73       | 1     | 1        | 154      | 7     | 0        | 97    | 91       | 4.05     | 1.32    |
| 1991       | ヤクルト   | 28    | 25    | 15    | 3     | 1        | 14    | 9     | 1        | --          | .609  | 772   | 191.2    | 159      | 22          | 65       | 2     | 6        | 148      | 4     | 0        | 69    | 62       | 2.91     | 1.17    |
| 1993       | ヤクルト   | 27    | 20    | 5     | 1     | 0        | 10    | 9     | 0        | --          | .526  | 582   | 139.2    | 120      | 13          | 61       | 1     | 0        | 108      | 4     | 0        | 55    | 54       | 3.48     | 1.30    |
| 1994       | ヤクルト   | 20    | 18    | 4     | 0     | 0        | 6     | 9     | 0        | --          | .400  | 514   | 114.2    | 117      | 10          | 52       | 1     | 5        | 67       | 10    | 0        | 69    | 61       | 4.79     | 1.47    |
| 1995       | ヤクルト   | 7     | 5     | 0     | 0     | 0        | 3     | 0     | 0        | --          | 1.000 | 124   | 29.2     | 28       | 3           | 8        | 1     | 2        | 19       | 0     | 0        | 9     | 6        | 1.82     | 1.21    |
| 1996       | ヤクルト   | 5     | 1     | 0     | 0     | 0        | 0     | 0     | 0        | --          | ----  | 41    | 9.1      | 12       | 2           | 2        | 0     | 1        | 2        | 0     | 0        | 4     | 4        | 3.86     | 1.50    |
| 1997       | ヤクルト   | 22    | 19    | 4     | 1     | 1        | 7     | 5     | 0        | --          | .583  | 496   | 116.0    | 118      | 20          | 46       | 2     | 3        | 48       | 8     | 0        | 61    | 54       | 4.19     | 1.41    |
| 1998       | ヤクルト   | 29    | 28    | 9     | 3     | 2        | 17    | 10    | 0        | --          | .630  | 845   | 204.1    | 195      | 22          | 55       | 4     | 3        | 94       | 4     | 0        | 79    | 69       | 3.04     | 1.22    |
| 1999       | ヤクルト   | 24    | 24    | 6     | 2     | 0        | 7     | 11    | 0        | --          | .389  | 705   | 166.0    | 188      | 17          | 41       | 4     | 7        | 79       | 6     | 0        | 71    | 71       | 3.85     | 1.38    |
| 2000       | ヤクルト   | 20    | 20    | 2     | 0     | 0        | 8     | 10    | 0        | --          | .444  | 576   | 137.0    | 136      | 11          | 39       | 3     | 5        | 66       | 2     | 0        | 58    | 54       | 3.55     | 1.28    |
| 2004       | 中日       | 3     | 3     | 0     | 0     | 0        | 0     | 1     | 0        | --          | .000  | 18    | 2.1      | 8        | 0           | 3        | 0     | 1        | 3        | 0     | 0        | 9     | 9        | 34.71    | 4.71    |
| 通算：12年 | 通算：12年 | 237   | 202   | 64    | 15    | 6        | 88    | 81    | 2        | --          | .521  | 5922  | 1411.1   | 1356     | 158         | 475      | 20    | 34       | 874      | 49    | 0        | 626   | 578      | 3.69     | 1.30    |

- 各年度の太字はリーグ最高。

### タイトル
- 最多勝利：1回（1998年）

### 表彰
- 沢村栄治賞：1回（1998年）
- 優秀JCB・MEP賞：1回 （1998年）
- カムバック賞（1993年）
- 日本シリーズMVP：1回 （1993年）

### 記録
初記録
- 初登板：1989年5月9日、対阪神タイガース3回戦（明治神宮野球場）、5回表1死に3番手として救援登板、2回2/3を無失点
- 初奪三振：同上、5回表に和田豊から
- 初先発：1989年5月23日、対読売ジャイアンツ5回戦（東京ドーム）、5回0/3を7失点（自責点5）で敗戦投手
- 初完投：1989年8月13日、対広島東洋カープ18回戦（広島市民球場）、8回3失点（雨天コールド）
- 初セーブ：1989年8月17日、対阪神タイガース20回戦（グリーンスタジアム神戸）、6回裏に2番手として救援登板・完了、4回無失点　※18歳7ヶ月での記録は史上最年少
- 初勝利：1989年9月2日、対読売ジャイアンツ21回戦（東京ドーム）、7回1失点
- 初完投勝利・初完封勝利：1989年9月24日、対読売ジャイアンツ24回戦（明治神宮野球場）

節目の記録
- 1000投球回：1998年7月14日、対阪神タイガース13回戦（明治神宮野球場）、1回表2死目に桧山進次郎を一塁ゴロ併殺で達成　※史上277人目

その他の記録
- 開幕投手：2回 （1994年、2004年）
- オールスターゲーム出場：4回 （1990年、1991年、1998年、2000年）

### 背番号
- 17 （1989年 - 2000年）
- 20 （2001年 - 2004年）
- 84 （2013年 - 2014年）
- 81 （2018年）

### 登録名
- 川崎 憲次郎 （かわさき けんじろう、1989年 - 2004年、2018年）
- 川﨑 憲次郎 （かわさき けんじろう、2013年 - 2014年）

## 関連情報

### 著書

#### 単著
- 『野村「ID」野球と落合「オレ流」野球』（KKロングセラーズ：2012年12月） ISBN 978-4-845-42266-1

#### 監修
- 『小・中学生のための最強エース育成バイブル』（ベースボール・マガジン社、2008年9月、ISBN 9784583615554）
- 『少年野球上達パーフェクトマニュアル』（元木大介共監修、ベースボール・マガジン社、2010年5月、ISBN 9784583102603）

### 関連書籍
- 『プロ野球 戦力外通告を受けた男たちの涙』（美山和也・加藤慶・田口元義共著、宝島SUGOI文庫、2012年5月、ISBN 9784796697262）

### 出演番組
- テレビ愛知 ドラゴンズ戦中継 もっと!LIVE2011（テレビ愛知）[注 10]
- 野球好きニュース（J SPORTS、2010年 - 2012年）
- ニッポン放送ショウアップナイター（2005年 - 2011年）[注 11]
- 全力闘球（テレビ東京、2005年 - 2009年）
- メガスポ!（テレビ東京）
- neo sports（テレビ東京）
- SWALLOWS BASEBALL L!VE（フジテレビONE。2010年6月6日、9月9日にゲスト解説として出演）
- 競馬場の達人（グリーンチャンネル、2015年5月10日）
- 川崎漁業組合（ケーブルテレビ佐伯、GAORA）
- 追跡LIVE! Sports ウォッチャー（テレビ東京、2018年2月3日）「Human Watcher」[43][49]
- 爆報! THE フライデー（TBS、2018年2月16日）